# Hi Air
하이에어
Hi Air Co., Ltd (하이에어), opérant sous le nom de Hi Air, est une compagnie aérienne régionale en Corée du Sud qui a été fondée en 2017 et a commencé ses opérations en décembre 2019. Le premier itinéraire de la compagnie aérienne a commencé entre Ulsan et Séoul. En juin 2020, elle a acheté deux avions ATR 72-500 à ATR afin d'étendre son réseau avec cinq nouvelles routes, malgré la baisse mondiale des voyages aériens causée par la pandémie de COVID-19.

## Flotte
| Avion      | En flotte | Commandes | Capacité | Remarques                                      |
| ---------- | --------- | --------- | -------- | ---------------------------------------------- |
| ATR 72-500 | 3         | 1 ,       | 50       | Les commandes sont des unités d'occasion d'ATR |